# Chusquea bahiana
Chusquea bahiana är en gräsart som beskrevs av Lynn G. Clark. Chusquea bahiana ingår i släktet Chusquea och familjen gräs. Inga underarter finns listade i Catalogue of Life.